# Юстинский район
Юсти́нский райо́н (калм. Үстин улс) — административно-территориальная единица в составе Республики Калмыкия Российской Федерации, в границах которой образован муниципальный район Юстинское районное муниципальное образование.
Административный центр — посёлок Цаган Аман.

## География
Площадь территории района — 7996 км², из них 754,2 тыс. гектаров составляют сельскохозяйственные угодья.
Юстинский район расположен в восточной зоне Республики Калмыкия, в границах пустынной зоны, в подзоне эфемерово-белополынных пустынь на бурых почвах. Климат района засушливый, резко континентальный. С основной территорией района резко контрастирует небольшой участок, расположенный на левом берегу реки Волги, в Волго-Ахтубинской пойме, где в 1995 году был организован Природный парк Республики Калмыкия
Расстояние от районного центра до г. Элиста — 290 км. Район находится в пределах Прикаспийской низменности.
Юстинский район граничит на юге с Яшкульским, на западе — с Кетченеровским, на северо-западе — с Октябрьским районами Калмыкии, на востоке — с Енотаевским, Харабалинским и Наримановским районами Астраханской области.

### Климат
Климат Юстинского района резко континентальный: лето жаркое и очень сухое, зима малоснежная, иногда с большими холодами. Температура воздуха имеет резко выраженный годовой ход. Годовая амплитуда абсолютных температур воздуха составляет 80-90ºС. Максимальная температура июля — плюс 42 °C, минимальная температура января — минус 34-36 °C, средняя температура января — минус 5 — 8 °C, средняя температура июля — плюс 23 — 26 °C. Вегетационный период с температурой выше 10 °C продолжается до 213 дней. Среднегодовая температура для Юстинского района составляет 8,6о С.
Сумма осадков невелика — всего 209 мм, в том числе за вегетационный период 110 мм. Периодически повторяются сильные засухи, частые суховеи. Относительная влажность воздуха имеет ярко выраженный годовой ход. Наименьшие значения отмечаются в июле — 45 %, минимальные (в отдельные дни) могут быть 20 % и ниже. Испаряемость колеблется в пределах 1000—1100 мм.

### Почвы
В пределах Юстинского района (в центральной, южной и юго-восточной части района) широкое распространение получили бурые полупустынные почвы. Значительные площади, заняты неразвитыми песчаными почвами, площади которых увеличиваются в направлении к юго-востоку В северной и северо-западной частях района получили распространение солонцы полупустынные с зональными светло-каштановыми почвами разной степени солонцеватости. В северо-восточной части, в месте выхода территории района к Волге, сформировались аллювиально-луговые и дерново-насыщенные частично засоленные почвы. Аллювиальные почвы характеризуются регулярным затоплением паводковыми водами и отложением на поверхности почв свежих слоев аллювия.

### Особо охраняемые природные территории
На территории района действует несколько особо охраняемых природных территорий: Сарпинский и Харбинский федеральные заказники, частично расположенные на территории района и Природный парк Республики Калмыкия.

## История
24 января 1938 года в составе Калмыцкой АССР был образован Юстинский улус с центром в посёлке Юста.
В связи с депортацией калмыцкого района и упразднением Калмыцкой АССР, территория улуса была передана в состав Астраханской области. С образованием Калмыцкой автономной области с 1 января 1958 года был восстановлен в её составе с центром в посёлке Бурунный (с 1961 года — Цаган Аман).

## Население
| 1939    | 1959    | 1970    | 1979    | 1989    | 2000    | 2002    | 2008    | 2009    |
| ------- | ------- | ------- | ------- | ------- | ------- | ------- | ------- | ------- |
| 8751    | ↗11 003 | ↗15 413 | ↘13 941 | ↗15 568 | ↘12 863 | ↘10 506 | ↘10 416 | ↘10 355 |
| 2010    | 2011    | 2012    | 2013    | 2014    | 2015    | 2016    | 2017    | 2018    |
| ↗10 585 | ↘10 575 | ↘10 399 | ↘10 292 | ↘10 191 | ↘10 069 | ↘9958   | ↗9972   | ↗9983   |
| 2019    | 2020    | 2021    | 2024    |         |         |         |         |         |
| ↘9926   | ↘9837   | ↘9346   | ↘8903   |         |         |         |         |         |

Примечание. Сокращение населения в межпереписной период 1970-79 гг. во многом связано с передачей в 1977 году вновь образованному Октябрьскому району Калмыкии Иджильского и Барунского сельсоветов
Согласно прогнозу Минэкономразвития России, численность населения будет составлять:
- 2024 — 9,45 тыс. чел.
- 2035 — 8,3 тыс. чел.

На 1 января 2013 года численность постоянного населения района составила 10 292 человек. Больше половины населения района (57,6 %) проживает в районном центре — посёлке Цаган-Аман. В районе наблюдается небольшой естественный прирост. При этом коэффициент смертности выше среднего по Республике и составляет 12,3 ‰ (2011). Уровень рождаемости на начало 2012 года составил 12,8 ‰. Миграционная ситуация в районе остаётся крайне неблагоприятной. На протяжении последних лет наблюдается устойчивый отток населения с его территории.
Распределение населения
Население района распределено крайне неравномерно. Свыше 55 % населения проживает в районном центре (посёлок Цаган-Аман).
Изменение доли районного центра в численности населения района за период с 1959 по 2010 год по данным всесоюзных и всероссийских переписей:
Национальный состав
| Калмыки                                                                  | 8218 (93,9 %) | 8191 (77,6 %) |
| Казахи                                                                   | …             | 1164 (11,0 %) |
| Русские                                                                  | 469 (5,4 %)   | 925 (8,7 %)   |
| Корейцы                                                                  | …             | 81 (0,8 %)    |
| Показаны народы c численностью более 50 человек по состоянию на 2010 год |               |               |

По итогам переписи населения 2020 года проживали следующие национальности (национальности менее 0,1 % и другое см. в сноске к строке «Другие»):
| Национальность | Численность, чел. | Доля     |
| -------------- | ----------------- | -------- |
| Калмыки        | 7316              | 78,28 %  |
| Казахи         | 953               | 10,20 %  |
| Русские        | 863               | 9,23 %   |
| Корейцы        | 47                | 0,50 %   |
| Даргинцы       | 22                | 0,24 %   |
| Татары         | 16                | 0,17 %   |
| Грузины        | 15                | 0,16 %   |
| Немцы          | 12                | 0,13 %   |
| Другие         | 102               | 1,09 %   |
| Итого          | 9346              | 100,00 % |

## Административное устройство
В Юстинском районе 14 населённых пунктов в составе 7 сельских поселений:
| № | Сельские поселения                               | Административный центр | Количество населённых пунктов | Население | Площадь, км² |
| - | ------------------------------------------------ | ---------------------- | ----------------------------- | --------- | ------------ |
| 1 | Барунское сельское муниципальное образование     | посёлок Барун          | 2                             | ↘553      | 890          |
| 2 | Бергинское сельское муниципальное образование    | посёлок Бергин         | 2                             | ↘544      | 1 913,28     |
| 3 | Татальское сельское муниципальное образование    | посёлок Татал          | 2                             | ↘633      |              |
| 4 | Харбинское сельское муниципальное образование    | посёлок Харба          | 1                             | ↘495      | 1 254,2      |
| 5 | Цаганаманское сельское муниципальное образование | посёлок Цаган Аман     | 2                             | ↘5590     | 502          |
| 6 | Эрдниевское сельское муниципальное образование   | посёлок Эрдниевский    | 2                             | ↘721      | 959          |
| 7 | Юстинское сельское муниципальное образование     | посёлок Юста           | 3                             | ↗810      | 1 508,52     |

Населённые пункты
В сносках к названию населённого пункта указана административно-территориальная принадлежность

| Цаган Аман  | ↘5578 |
| Эрдниевский | ↘886  |
| Бергин      | ↗748  |
| Барун       | ↗704  |
| Юста        | ↗664  |

| Татал        | ↗649 |
| Харба        | ↘495 |
| Белоозёрский | ↘129 |
| Чомпот       | ↘120 |
| Октябрьский  | ↘74  |

| Смушковое    | ↘9  |
| Долан        | ↘7  |
| Цаган Булг   | ↗12 |
| Первомайский | →5  |

Раньше в Эрдниевское сельское муниципальное образование входил упразднённый посёлок Ар-Тоста (ныне урочище Ар-Тоста).
В 2001 году был упразднён посёлок Песчаный, входивший в состав Юстинского сельского муниципального образования.

## Экономика
«Сельское хозяйство, охота и лесное хозяйство» составляет в удельном весе более 73 % общего объёма отгруженных товаров собственного производства, выполненных работ и услуг за 2010 год. Животноводство — ведущая отрасль сельского хозяйства района. Численность скота во всех категориях хозяйств района по состоянию на 01.01.2011 составила:
- КРС — 46020 гол.;
- Овец и коз — 221 228 гол.;
- Лошадей — 6870 гол.;
- Верблюды — 510 гол.